# Hannah Sjerven
Hannah Olive Sjerven (Otsego, 11 giugno 1998) è una cestista statunitense, professionista nella WNBA.

## Carriera
È stata selezionata dalle Minnesota Lynx al secondo giro del Draft WNBA 2022 (28ª scelta assoluta).